# Тупољев Ту-104
Тупољев Ту-104, (рус. Туполев Ту-104; НАТО назив Camel) је двомоторни путнички авион на млазни погон, руског произвођача Тупољев, намењен кратколинијском и средњолинијском авио саобраћају. Рад на пројекту је започет почетком педесетих година, а први лет прототипа био је 17. јуна 1955. године. Први пут је уведен у редован саобраћај на линији Москва-Омск-Иркутск 15. септембра 1956. године.

## Пројектовање и развој
Почетком 1950-их година совјетском авио-превознику Аерофлот је био потребан модеран путнички авион већег капацитета и бољих перформанси од постојећих. На основу тих захтева ОКБ 156 (Опитни конструкциони биро Тупољева) је на бази стратешког бомбардера Ту-16 развио путнички авион који је од бамбардера задржао крила, моторе и реп, али му је проширен труп за смештај кабине под притиском са 50 путничких места. Прототип је први пут полетео 17. јуна 1955. године. Већ 1956. године овим авионом Николај Булгањин и Никита Хрушчов иду у званичну државну посету Лондону и потпуно шокирају западне посматраче који до тада нису веровали да Совјети располажу напредном технологијом за израду путничког авиона тих перформанси.

## Технички опис
Авион Тупољев Ту-104 је потпуно металне конструкције, нискококрилац са два млазна мотора Микулин АМ-3, који су постављени у корену крила. Авион има стајни трап система трицикл. Предња носна нога има два точка, а основне, задње ноге се налазе испод крила авиона, свака са по 4 точка. Авион има укупно 10 точкова обезбеђених гумама ниског притиска, који му омогућавају безбедно слетање и на лоше припремљеним пистама. Труп авиона је округлог попречног пресека и у њега у један ред могу стати четири седишта са пролазом кроз средину авиона. Изнад глава путника направљене су оставе за смештај приручног пртљага и гардеробе. У зависности од типа авиона у труп се може поставити од 56 до 100 седишта.

## Варијанте авиона Тупољев Ту-104
- Ту-104  - први производни модел са 50 путника погоњен са два млазна мотора Микулин АМ-3,
- Ту-104 - варијанта авиона са кабином за 70 путника погоњен са два млазна мотора Микулим АМ-3М,
- Ту-104 - продужена варијанта авиона са кабином за 100 путника погоњен са два млазна мотора Микулим АМ-3М-500,
- Ту-104 - варијанта авиона Ту-104А са 85 путника,
- Ту-104 - тест авион направљен од Ту-104Б за постављанје светског рекорда,
- Ту-104 - варијанта авиона Ту-104А са 100 путника,
- Ту-110 - варијанта авиона Ту-104Б са четири мотора остао на прототипу,
- Ту-124 - кратколинијски авион развијен на основу Ту-104.

### Преглед карактеристика типова авиона Ту-104
| Карактеристика        | Ту-104А (1957)    | Ту-104Б (1959)        | Ту-110 (1957)   | Ту-124 (1960)      |
| --------------------- | ----------------- | --------------------- | --------------- | ------------------ |
| Статус                | оперативан        | оперативан            | прототип        | оперативан         |
| Дужина                | 38,85 m            | 40,06                 | 40,06           | 30,58              |
| Висина                | 11,90             | 11,90                 | 11,53 m          | 8,08               |
| Размах крила          | 34,54 m            | 37,50 m                | 36,98 m          | 25,55              |
| Површина крила        | 174,40 m²           | 183,50 m²               | 186,12 m²         | 119,37             |
| Тежина празног авиона | 43.320 kg           | 44.020 kg               | 44.250 kg         | 22.100             |
| Максимална тежина     | 75.500 kg           | 78.100 kg               | 82.700 kg         | 38.000             |
| Мотори                | 2 × Микулин АМ-3М | 2 × Микулин АМ-3М-500 | 4 × АЛ-7П       | 2 × Соловјев Д-20П |
| Потисак               | 2 × 95 kN         | 2 × 95 kN             | 4 × 67 kN       | 2 × 54 kN          |
| Максимална брзина     | 980               | 980                   | 878 km/h            | 970                |
| Плафон лета           | 12.300 m           | 12.000                | 12.000          | 11.700             |
| Долет                 | 2.790 km            | 2.100                 | 4.500 km          | 2.100              |
| Капацитет             | 70 пут./9.000 kg    | 100 пут./12.000 kg      | 100 пут./12.000 | 56 пут./5.000      |
| Врста Крила           | коса              | коса                  | коса            | коса               |

## Оперативно коришћење
Авион Тупољев Ту-104 је произвођен од 1955 до 1960. године и произведено је укупно 200 примерака овог авиона. Поред цивилне намене авион се користио и као транспортни авион за војне потребе. Имао је посаду од 5 чланова: пилот, копилот, навигатор, инжењер лета и радио оператер.
Авион Тупољев Ту-124 је произведен у 164 примерака. Цивилне верзије су коришћене до 1981. године а војне до 1992. године. Наследио га је авион Авион Тупољев Ту-134.

### Коришћење у свету
Ту-104 је први пут уведен у редован саобраћај на линији Москва-Омск-Иркутск 15. септембра 1956. године, са 50 путника, заменивши на тој линији авионе Иљушин Ил-14, и скративши време трајања лета се 13 сати и 50 минута на 7 сати и 40 минута. Модел авиона са 50 путника је био веома ниске исплативости па је замењен моделом Ту-104В са 100 путника 15. априла 1959. године. Поред Совјетског Савеза овај авион се још користио у Чехословачкој и Монголији. Чехословачка авио-компанија ЧСА је 1957. године ове авионе користила на линијама за Москву, Париз и Брисел. Аерофлот га је избацио из употребе 1981. године.
Ту-124 је за цивилне потребе коришћен у Чехословачкој, Источној Немачкој, Ираку и Совјетском Савезу, док су га за војне потребе користили Кина, Чехословачка, Источна Немачка, Индија, Ирак и СССР.

## Земље које користе или су користиле овај авион
- Чехословачка
- Монголија
- СССР
- Источна Немачка
- Ирак
- Кина
- Индија